# Стереохімія
Стереохі́мія — галузь хімії, яка вивчає просторову будову молекул і вплив цієї будови на фізичні й хімічні властивості речовин, на напрямок і швидкість їхніх реакцій.

## Історія
Розвиток стереохімії почався понад 120 років тому.
Точкою відліку можна вважати відкриття Ж. Біо в 1815 році оптичної активності органічних речовин в розчині. В 40-х роках XIX століття Луї Пастер провів розділення оптично неактивної виноградної кислоти на оптичні антиподи, а пізніше створив три класичних методи розділення рацематів.
В 1874 році майже одночасно з'явились дві роботи — брошура Я. Г. Вант-Гоффа «Розміщення атомів в просторі», яка містила гіпотезу про тетраедричний атом вуглецю, і стаття Ж. А. ле Беля, який одночасно і незалежно прийшов до цієї ідеї. Якщо Пастер заклав експериментальні основи одного з розділів стереохімії (вивчення оптично активних речовин), то Вант-Гофф і Ле Бель створили її теоретичний фундамент.
Дослідження стереохімічного ходу реакцій почались із відкриття П. Вальденом в 1896 році обернення конфігурації хірального центру в бімолекулярних реакціях заміщення. В цьому контексті слід згадати також роботи Е. Х'юза, К. Інгольда, Е. Коттона. В 1960-х роках сформувалося уявлення про хіральні елементи та значення топології для стереохімії (В. Прелог). В 1966 році розроблено універсальну стереохімічну номенклатуру та введено сучасне поняття хіральності (Р. Кан, К. Інгольд, В. Прелог). Паралельно з середини минулого сторіччя розвивався конформаційний аналіз.
Автори робіт зі стереохімії двічі були визнані гідними Нобелівської премії: О. Хассель та Д. Бартон (1969) за розробку конформаційного аналізу, В. Прелог та Дж. Корнфорт (1975) за дослідження методів стереоселективного синтезу.

## Скелетна формула

Для зображення просторової будови молекул зручно користуватися скелетними формулами:
- прямими лініями позначаються  зв'язки в одній площині
- клинчастими лініями позначаються зв'язки спрямовані вгору відносно площини, тобто до спостерігача
- пунктирними лініями позначаються зв'язки спрямовані вниз відносно площини, тобто від спостерігача
- хвилеподібними лініями позначається або невизначена стереохімія, або еквімолярна суміш пари енантіомерів (оптичних ізомерів).

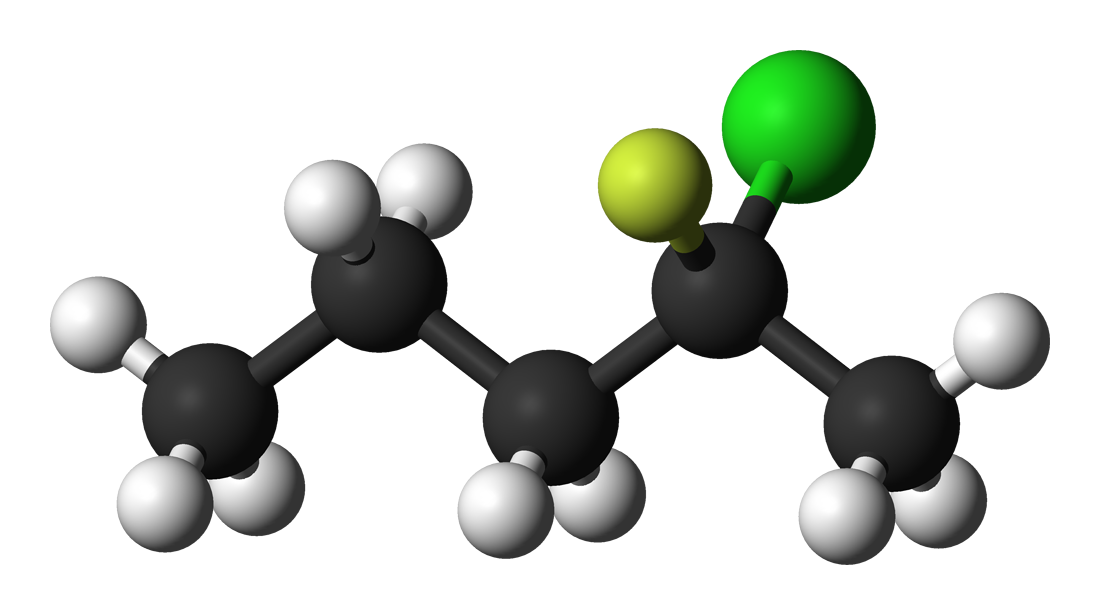
2-хлор-2-фторпентан
Скелетна формула 2-хлор-2-фторпентану
Інша можлива скелетна формула 2-хлор-2-фторпентану
Скелетна формула амфетаміну, який є рацематом

Для окремих класів органічних сполук запропоновано специфічні способи зображення просторової будови. Приміром, для вуглеводів використовуються проєкції Фішера та Хеуорса.

## Розділи сучасної стереохімії
Стереохімічний підхід застосовується у всіх галузях хімії: органічній, неорганічній, координаційній тощо. Сучасна стереохімія складається із чотирьох основних розділів.
- Статична, або конфігураційна, стереохімія. Розв'язує задачі встановлення абсолютної конфігурації енантіомерів хіральних молекул та залежності їхніх оптичних властивостей від будови.
- Конформаційний аналіз досліджує реальне розташування атомів молекули у просторі за відсутності хімічних реакцій, тобто конформації молекул, та залежність фізичних і хімічних характеристик від конформаційних властивостей молекул.
- Динамічна стереохімія є складовою частиною сучасної теорії механізмів хімічних реакцій і досліджує вплив просторової будови молекул на напрямок і швидкість реакцій, до яких ці молекули входять.
- Теоретична стереохімія має справу із основними поняттями та концепціями, математичним підґрунтям та описом формалізму стереохімічних процесів.

Стереохімія включає як теоретичні уявлення, так і експериментальні методи. В області теорії вона широко застосовує методи молекулярної механіки і квантової хімії, а також теорії груп, алгебри, теорії графів, топології, теорії множин. На практиці знаходять застосування всі інструментальні методи дослідження, серед яких особливе місце посідають хіроптичні методи (дисперсія оптичного обертання, коловий дихроїзм тощо) і спектроскопія ЯМР, в якій знайдено особливі ефекти стереохімічного походження (енантіотопія та діастереотопія). Абсолютну конфігурацію хіральної молекули дозволяють визначити методи рентгеноструктурного аналізу.
Важливе практичне значення має добування окремих енантіомерів, оскільки біологічна активність часто притаманна лише одному з пари енантіомерів. Для цього розробляють методи стереоселективного та асиметричного органічного синтезу.